# Aphaenogaster pallida
Aphaenogaster pallida är en myrart som först beskrevs av Nylander 1849.  Aphaenogaster pallida ingår i släktet Aphaenogaster och familjen myror.

## Underarter
Arten delas in i följande underarter:
- A. p. laurenti
- A. p. leveillei
- A. p. pallida